# Venice (Los Angeles)
Pour les articles homonymes, voir Venice.
Venice (prononcé en anglais américain : /ˈvɛnɪs/) est un quartier de l'ouest de la ville de Los Angeles, dans l'État de Californie. Il est situé entre la ville de Santa Monica et le secteur non-incorporé de Marina Del Rey. Le quartier est connu pour ses canaux et ses plages et est surnommé la « Venise d'Amérique » (Venice of America).
Sa plage est probablement le théâtre de la série Alerte à Malibu, bien que Malibu soit une petite ville (sans grande plage) un peu plus au nord.

## Histoire
Ce quartier doit son nom au conservationniste Abbot Kinney (en). Durant un voyage en Italie, cet homme tomba amoureux de Venise et décida de faire une reproduction des canaux. En 1906, des visiteurs pouvaient utiliser des gondoles importées directement d'Italie.

## Démographie
Le quartier comptait 37 705 habitants en 2008. Le Los Angeles Times le considère comme modérément diverse du point de vue ethnique, 64,2 % de la population étant hispanique, 21,7 % blanche non hispaniques, 5,4 % afro-américaine, 4,1 % asiatique, et 4,6 % appartenant à une autre catégorie ethno-raciale.

## Célébrités
Venice a toujours été connu comme un endroit propice à la créativité artistique. De nombreuses stars ont élu domicile à Venice telles que Julia Roberts, Kate Beckinsale, Anjelica Huston, Nicolas Cage ou encore John Frusciante. Robert Downey Jr. et  son épouse Susan Downey y ont également une jolie propriété. Jim Morrison a vécu à Venice pendant deux ans ce qui lui permit de rencontrer Ray Manzarek et de former le noyau de The Doors. Arnold Schwarzenegger devint célèbre après avoir été un culturiste régulier de Muscle Beach.
De 2007 à 2014, la série Californication est principalement tournée dans le quartier de Venice. On peut reconnaître les canaux dans certaines scènes ou encore le Ocean Front Boardwalk à la fin de la saison 2.
La ville est aussi connue pour être le berceau du skateboard moderne grâce à la sécheresse de 1976 en Californie qui permit aux légendaires Z-Boys Stacy Peralta, Jay Adams, Tony Alva et Jim Muir d'inventer le curve dans les Bowl (littéralement « piscines vides »). Le rappeur Evidence, leader du groupe Dilated Peoples y est né.

## Médias et culture

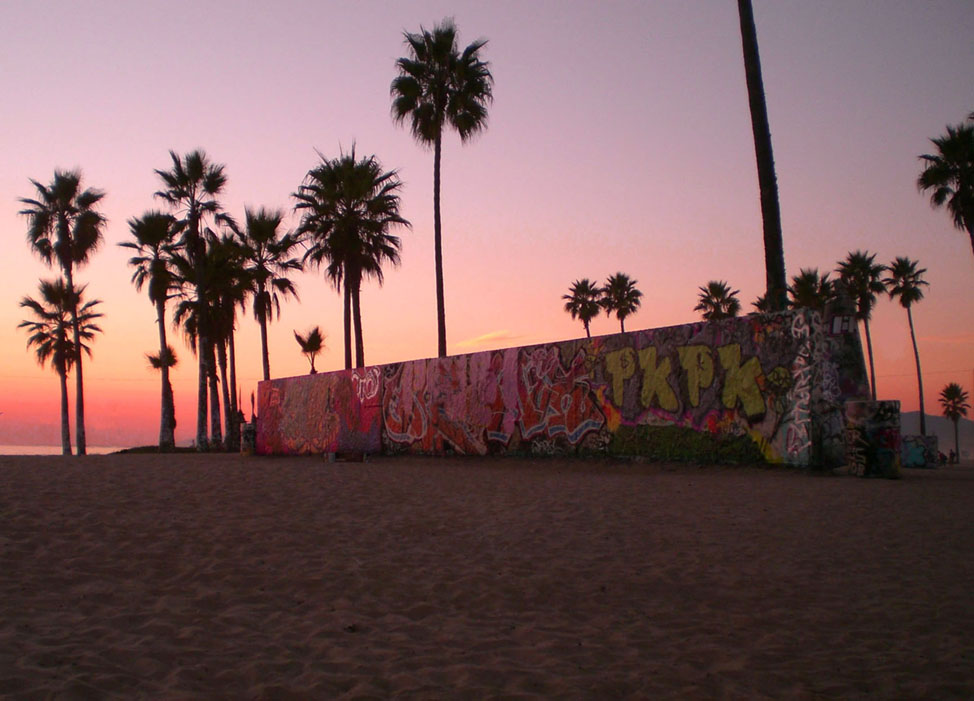
Venice Beach

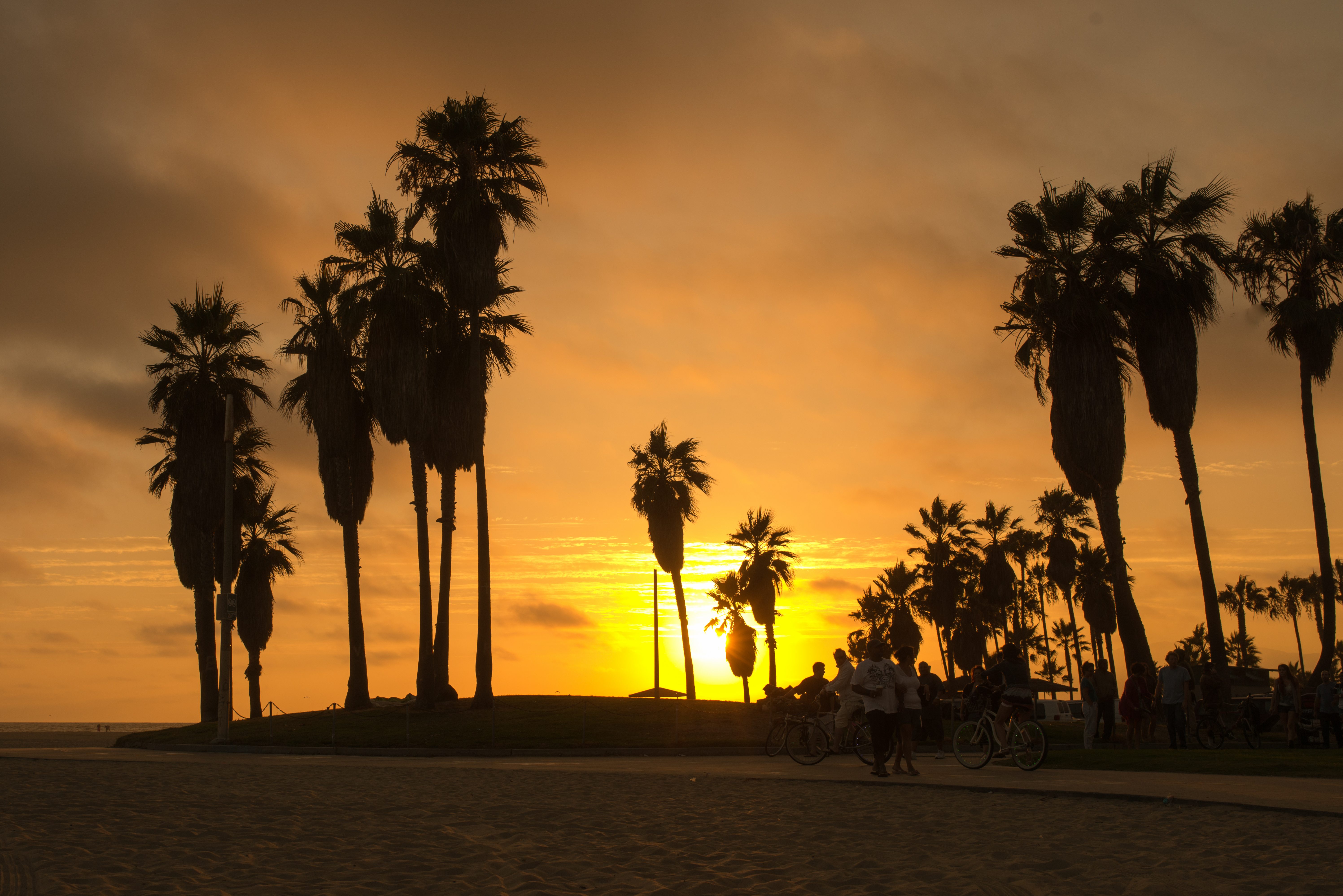
Coucher de soleil sur Venice Beach.

### Jeux vidéo
- 2013 : Grand Theft Auto V s'est inspiré de Venice pour la zone de Vespucci Beach.

### Cinéma
- 1958 :  (Touch of Evil) d'Orson Welles.
- 1978 : Grease  de Randal Kleiser avec John Travolta et Olivia Newton-John.
- 1991 : The Doors de Oliver Stone avec Val Kilmer, Kyle MacLachlan et Meg Ryan.
- 1992 : Les Blancs ne savent pas sauter (White Men Can't Jump) avec Wesley Snipes et Woody Harrelson.
- 1993 : Chute libre (Falling Down) avec Michael Douglas.
- 1993 : Nom de code : Nina (Point of No Return) avec Bridget Fonda.
- 1994 : Speed avec Keanu Reeves et Sandra Bullock.
- 1995 : Strange Days de Kathryn Bigelow.
- 1996 : Roméo + Juliette de Baz Luhrmann avec Leonardo DiCaprio.
- 1998 : The Big Lebowski des frères Coen avec Jeff Bridges.
- 1998 : American History X avec Edward Norton et Edward Furlong.
- 2004 : Million Dollar Baby de et avec Clint Eastwood.
- 2005 : Les Seigneurs de Dogtown (Lords of Dogtown) de Catherine Hardwicke, et écrit par Stacy Peralta.
- 2005 : Dirty de Chris Fisher avec Cuba Gooding Jr. et Clifton Collins Jr.
- 2006 : Southland Tales de Richard Kelly.
- 2010 : Valentine's Day de Gary Marshall.
- 2017 : Once Upon a Time in Venice de Mark Cullen avec Bruce Willis et Jason Momoa et Thomas Middleditch et Famke Janssen.

### Photographie
À la fin des années 1960, Dennis Stock parcourt la Californie et photographie le festival de rock de Venice Beach en 1968. Ces photographies témoignent de la liberté, de la jeunesse et de l'esprit de contestation de  cette époque.

### Télévision
- MacGyver dont le héros éponyme habite à Venice
- Chips
- The L Word
- Alerte à Malibu (Baywatch)
- 24 Heures chrono Saison 6
- Alias (la 5e saison révèle que Sydney Bristow réside à Venice Beach)
- X-Files : Saison 7 épisode 12 : Peur Bleue : (X-Cops). La ville a pour nom 'Willow Park' mais l'épisode a été entièrement tourné à Venice Beach.
- South Park en 2007 l'épisode La Nuit des clochards vivants se termine avec des vues de Venice Beach et une chanson parodique: In the city, city of Venice, right by Matt's house, you can chill if you're homeless (Matt Stone, le créateur de la série habitant réellement à Venice Beach).
- Nip/Tuck, bien que la série se passe à Miami, la maison du chirurgien Sean McNamara se trouve aux abords de la plage de Venice Beach.
- Californication
- The Shield
- Kingdom, est une série télévisée se déroulant à Venice.
- Flaked
- Barbie certaines scènes sont filmés a Venice

### Musique
- Le clip de The Adventures of Rain Dance Maggie, single issu de l'album I'm with You des Red Hot Chili Peppers , a été intégralement tourné à Venice Beach. Il s'agit du lieu où le groupe s'est formé et où le morceau a été joué en public pour la première fois.
- Le clip de Sexy and I Know It, single issu de l'album Sorry for Party Rocking des LMFAO , a été tourné à Venice Beach.
- Le clip Welcome [360version] de Fort Minor a aussi été tourné à Vénice Beach.
- Le groupe Futurecop! a écrit une chanson intitulée Venice Beach tirée de l'album It's Forever, Kids et dont le clip montre des images de Venice Beach.
- Le rappeur Mister V a nommé une de ses chansons de son album Double V, Venice.
- La chanteuse américaine Lana Del Rey a sorti en 2018 la chanson de rock psychédélique Venice Bitch, issue de l'album Norman Fucking Rockwell!. il s'agit principalement d'une satire en jeu de mots du rêve californien.

## Monuments et œuvres d'art
- Binoculars (1991), de Claes Oldenburg, sur Main Street.

## Photographies

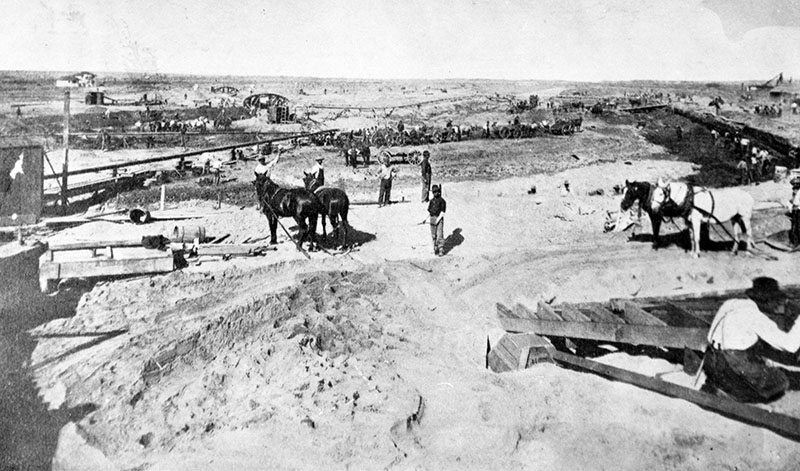
Creusement des canaux en 1905.
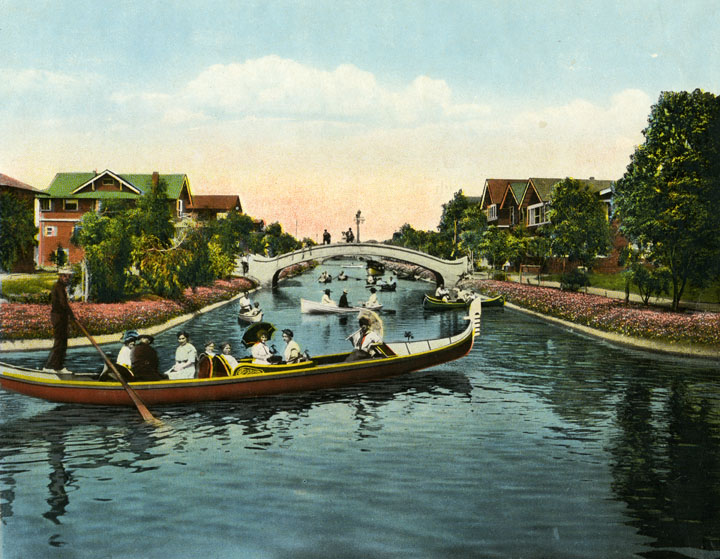
Promenade en gondole en 1909.
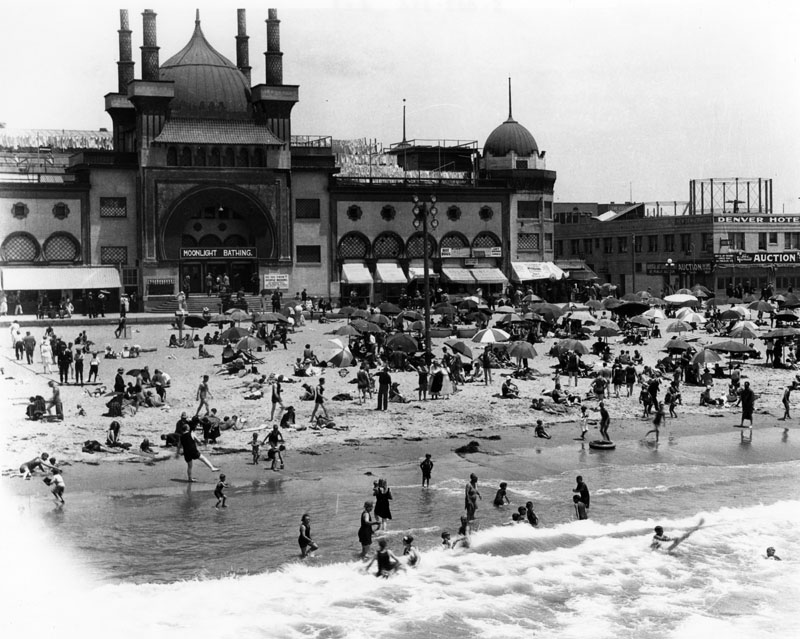
La plage et la maison de bain en 1922.
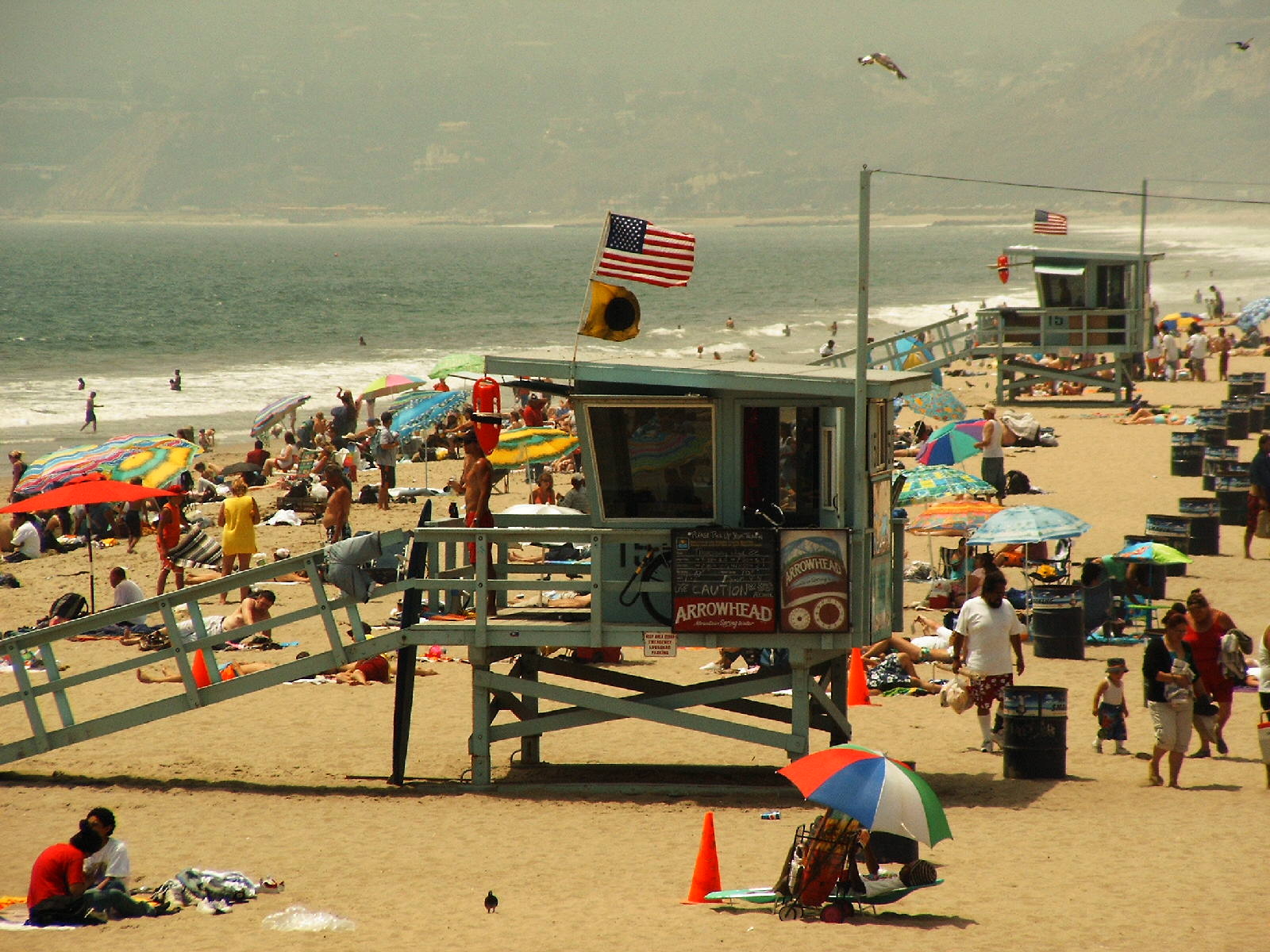
Venice, la plage.
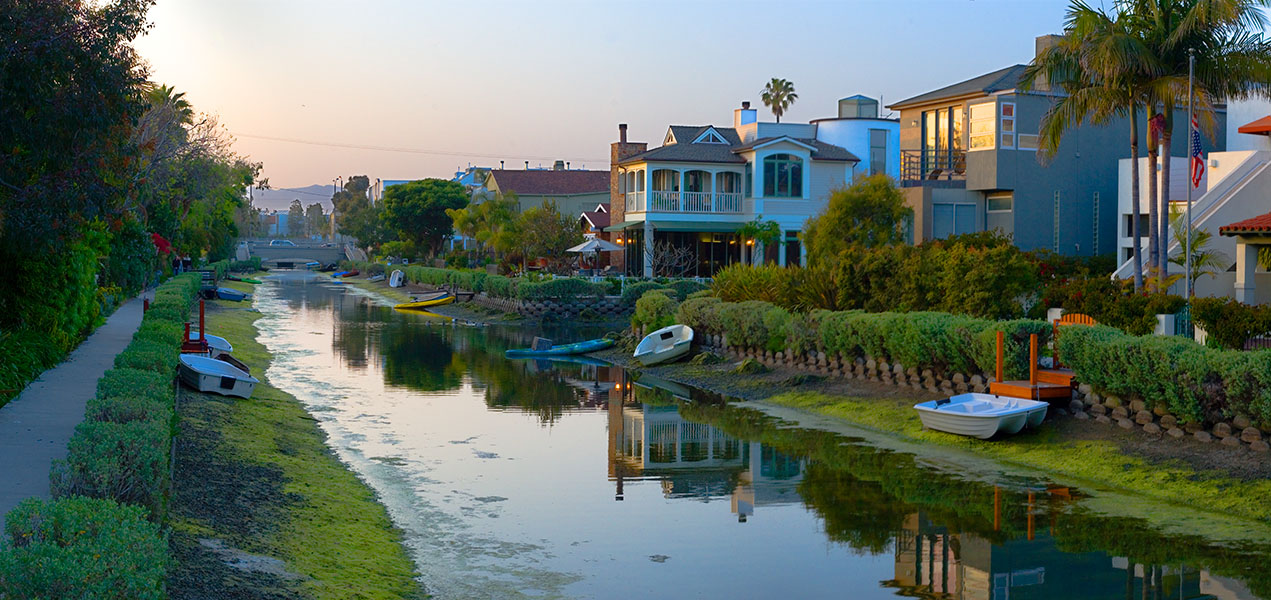
Venice, les canaux.
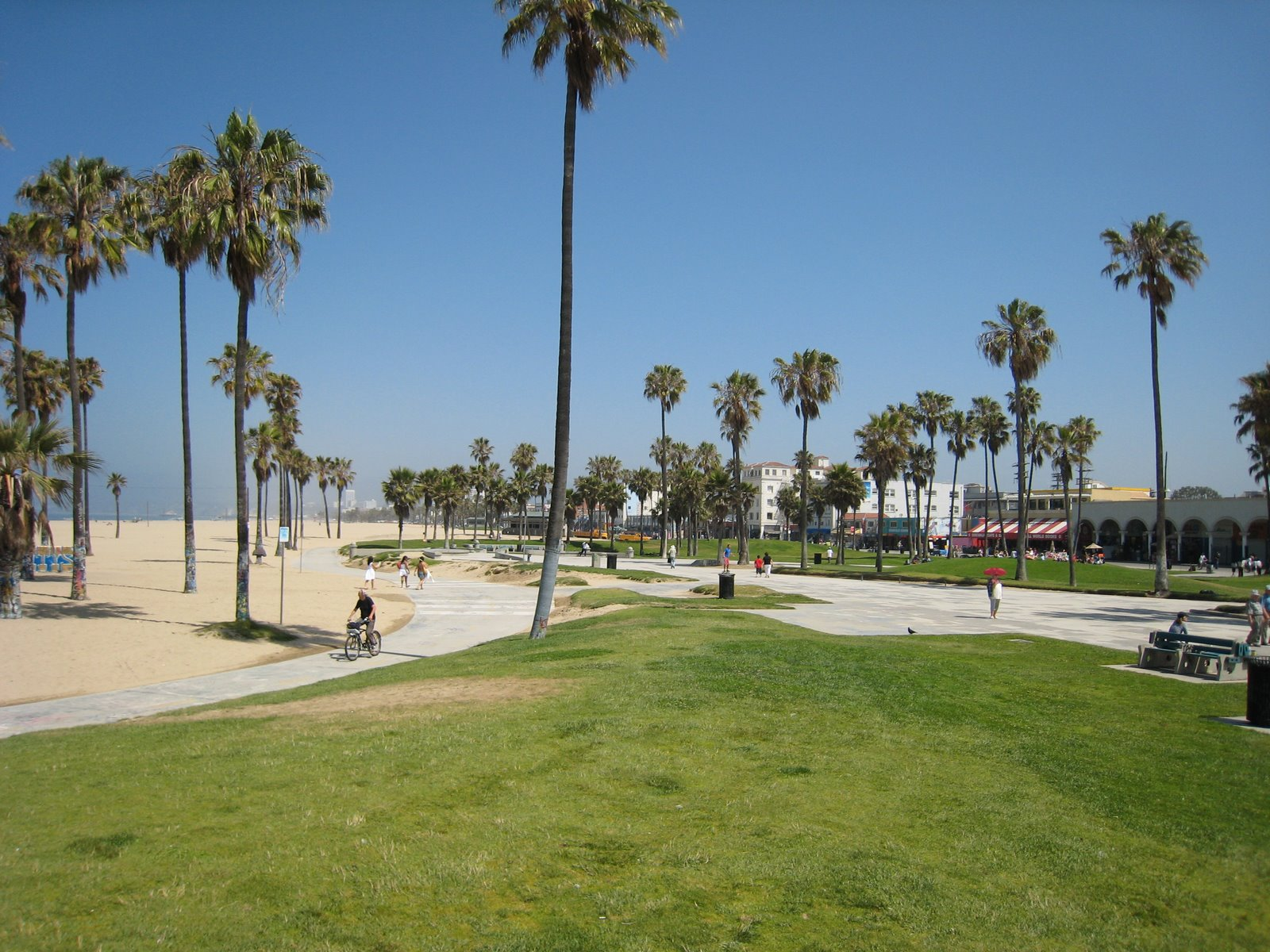
Venice Board Walk.
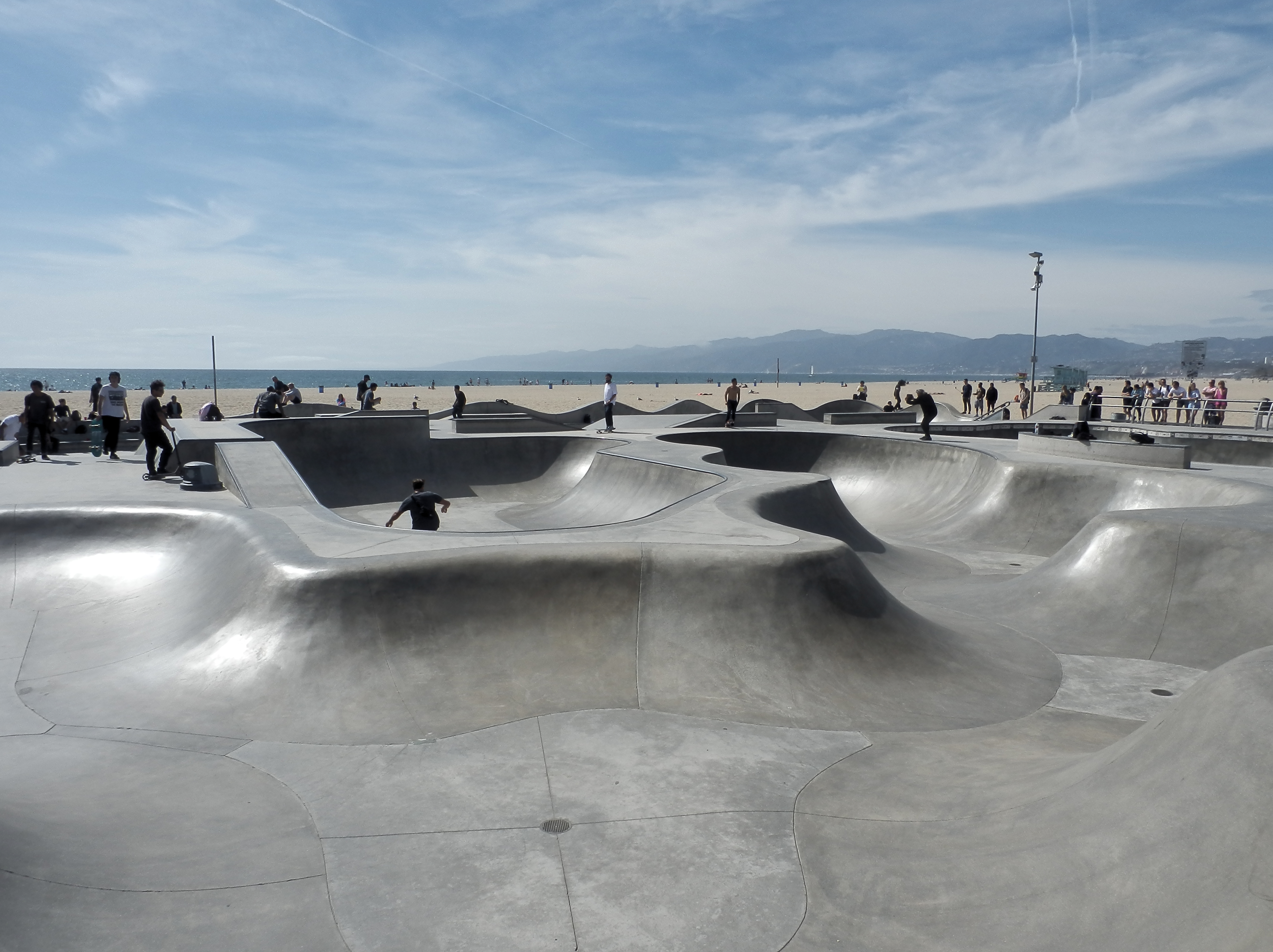
Venice Skatepark.

## Dans la fiction
- Foiridon à Morbac City (1993), roman de Frédéric Dard, se déroule en partie à Venice.